# Alberto Simioni
Alberto Simioni (Bassano del Grappa, 30 aprile 1951 – Breganze, 21 febbraio 1990) è stato un fumettista italiano.

## Biografia
Nato a Bassano del Grappa visse a Breganze. Nel 1968 collaborava ad alcune testate cattoliche locali, realizzando illustrazioni e creando, per una di esse, il fumetto di Don Gerone.  Nel 1969, gli venne pubblicato, sulla quarta di copertina del periodico Piccolo Missionario, un suo primo disegno. Partecipando poi a un concorso dello stesso mensile, si collocò tra i vincitori. Il disegno, che doveva costruirsi attorno a un segno preesistente stampato sul giornalino, raffigurava un cowboy nella cui fisionomia si intravedeva già un primordiale Gigitex, quello che sarà di lì a poco il suo principale personaggio. Realizzò poi una prima storia del personaggio pubblicata sempre nel Piccolo Missionario fra maggio e giugno 1971. Sin dagli esordi, il personaggio - un cowboy di origini italiane immigrato da piccolo negli Stati Uniti con il padre ex carbonaro - ebbe un buon riscontro fra i lettori venendo quindi pubblicato mensilmente pressoché continuamente fino a gennaio 1990.

### Anni settanta
Nel 1970 svolge un lungo periodo di apprendistato presso lo studio di Carlo Peroni a Milano dove collaborò alla realizzazione di alcune storie di Gianconiglio e Nerofumo.
In circa venti anni ha realizzato oltre duemila tavole a fumetti, senza contare le centinaia di illustrazioni realizzate per l'editoria, la pubblicità e l'associazionismo. Famosi inoltre anche i suoi “papiri” universitari. Storia, passioni e amicizie, spesso trasparivano nei suoi racconti a fumetti attraverso citazioni e omaggi che andavano dalle apparizioni dei noti personaggi della storia del west come Buffalo Bill, Custer, Hickok, Billy the Kid, Grant, passando per il cinema western di Sergio Leone fino agli eroi del fumetto come Tex Willer, Ken Parker, Il Piccolo Ranger, Cocco Bill, Lucky Luke, Blueberry e Rin Tin Tin. Non mancavano inoltre i chiari riferimenti a personaggi presi a spunto dalla realtà. Nella città di Tucson (che nelle prime storie era guarda caso Ciaòn City - nome dialettale del torrente Chiavone che attraversa la sua Breganze) troviamo il barman Nisio, il dottor Hudine, il barbiere Napoleone, il baro Johnny Briscola, che erano chiari riferimenti a suoi amici e compaesani, come lo erano il piccolo indiano Penna Bianca, la maestra Miss Lara e altri ancora. In qualche vignetta inseriva tra la folla le caricature dei suoi familiari e dei direttori editoriali e dei politici dell'epoca oltre a se stesso. Nei primi mesi del 1973, a pari passo con la realizzazione di Gigitex, crea la serie La comparsa dove si narrano le disavventure di un aspirante e squattrinato attore e il personaggio di Tony Zanòn, un eterno disoccupato, ambedue per la rubrica per ragazzi Moscacieca del periodico di Padova Il Santo dei Miracoli. L'anno successivo, nel 1974, crea per la testata Il Roseto Serafico la strip di Padre Poi, personaggio che conduce una singolare inchiesta sul come si comporterebbero i personaggi a fumetti di fronte al problema missionario.
Nell'ottobre del 1977 fonda, con dei giovani breganzesi, la Breganzecomics, gruppo attivo per diversi anni nel vicentino nell'organizzazione di eventi e manifestazioni attorno al mondo dei fumetto e del cinema di animazione coinvolgendo decine di appassionati e dalle cui file nel corso degli anni usciranno autori come Silvia Ziche, Lorenzo De Pretto, Enrico Trentin e altri ancora fino agli anni più recenti.
Verso la fine del 1978, Alberto Simioni inizia la collaborazione con La Voce dei Berici, curando i fumetti, i giochi e la parte grafica dell'inserto mensile La Voce dei Ragazzi, collaborazione che durerà fino al 1984. Su quelle pagine nacque la serie a fumetti di Cina, Ping Pong e Ivan, un gruppetto di ragazzini alle prese con le loro esperienze scolastiche e familiari. Gli stessi personaggi vivono inoltre avventure fantascientifiche con il titolo di Cinaflash e altre ancora western con il titolo di Cinakid. Altro personaggio per la Voce fu Rino, angelo si e no, le avventure di un angelo stravagante e dalle sembianze autocaricaturali.

### Anni ottanta
Nel 1980 torna a collaborare con Carlo Peroni disegnando per il mercato tedesco alcune storie di Gianconiglio (ribattezzato in Germania Sonny). In quel periodo tenta qualche approccio con il mercato francese realizzando alcune tavole a fumetti per uso pubblicitario e, tramite Giorgio Cavazzano, realizza delle tavole test per la testata francese Pif. Dal dicembre del 1982 inizia a collaborare con il settimanale per ragazzi Più dell'editrice Domus di Milano, realizzando una decina di avventure tra cui alcuni fotosogni (storie a fumetti con prologo ed epilogo fotografici). Sempre per la stessa testata nel 1984 con testi di Franco Carrara, crea il personaggio de Il cavaliere Mark di ambientazione medioevale.
Nel 1984 si sposa, matrimonio dal quale nasceranno tre figli. In questi stessi anni collabora con la San Gaetano Film di Vicenza realizzando parecchi disegni per alcune videocassette a uso religioso-didattico e pubblica su Il Messaggero dei Ragazzi La storia di Merluno (1987). A metà del 1988 crea per il diario scolastico 1988-89 del Piccolo Missionario i due personaggi di Kizito & Namusisi, due bambini africani che vivono l'esperienza dell'inserimento in una classe di bambini bianchi. In questa avventura, che si dispiega per tutte le pagine del diario, troviamo anche due personaggi già conosciuti sulle pagine della Voce: Cina e Ivan.

### Anni novanta
Muore il 21 febbraio 1990 dopo una lunga malattia. Nello stesso anno Gigitex incomincia a essere pubblicato su Il Giornalino da ottobre 1990 a luglio 1991 per 13 episodi; venne anche pubblicato un volume dedicato a Gigitex con il titolo Il ritorno di Zorro; Altra riproposizione postuma fu la parodia di Martin Mystère dal titolo Gigitex e Martin Enigma su testi di Franco Carrara.

## Critica
"A parte la chiara influenza di Carlo Peroni, di cui Alberto era anche stato allievo", ha scritto Giuseppe Pollicelli, "nel disegno di Simioni si ravvisa (soprattutto fino alla fine degli anni settanta) l'incondizionata ammirazione per alcuni grandi maestri del fumetto comico italiano: Jacovitti, Bonvi, Rebuffi, Del Principe, Sangalli e Clod, sicuramente, ma diversi altri nomi si potrebbero fare. Solo che, a partire dai primi anni Ottanta, Simioni approda a una splendida sintesi che ne rende il tratto al tempo stesso sicuro e originale, fornito di una morbidezza degna di un virtuoso della matita".

## Premi e riconoscimenti
- Il 26 giugno 2016, a Breganze il suo paese nativo, viene dedicato un parco in suo onore nel quartiere Europa tra le vie Carducci e Prati.[1][4][10][11]
- Fumetti a Breganze - personale di Alberto Simioni - nei due fine settimana del 18/19 e 25/26 maggio 1991 presso la colombara Miotti di Breganze;
- Nel magico mondo di Alberto Simioni - dal 20 dicembre 1997 al 4 gennaio 1998 presso la bibliosala della Biblioteca civica di Breganze;
- Nell'ambito della mostra itinerante per gli 80 anni del Piccolo Missionario, da prima presso la Protomoteca della Biblioteca Civica di Verona dal 9 giugno al 16 settembre 2006 e poi con il titolo Da Jacovitti ad Alberto Simioni i fumetti del Piccolo Missionario - dal 27 dicembre 2006 al 14 gennaio 2007 presso la sala mostre della Biblioteca Civica di Breganze.
- Nell'ambito della seconda edizione di Schio Comics dal 26 settembre al 4 ottobre 2009 presso Palazzo Fogazzaro a Schio (Vicenza) dove è stato scelto di proporre una selezione degli ultimi lavori realizzati dall'autore tra il 1981 e il 1989.
- Dal 30 agosto al 7 settembre 2014, presso la palestra dell'Oratorio Don Bosco di Breganze (Vicenza), nell'ambito della mostra Tex e l'altro, dove è stata esposta una selezione di tavole tratte dalle avventure del cow-boy Gigitex che si rifacevano al tema dell'altro, del diverso, del debole, dell'"altro Tex".
- Esposizione di un paio di tavole: una di Gigitex e l'altra di Cina e Ping Pong nell'ambito della collettiva VINC le nuvole sopra Vicenza - la più grande mostra di fumettisti vicentini svoltasi dal 5 al 25 settembre 2015 presso la QU.BI Gallery di Palazzo Valmarana Braga a Vicenza.